# Saint-Julien-sur-Reyssouze
Saint-Julien-sur-Reyssouze es una comuna francesa situada en el departamento de Ain, de la región de Auvernia-Ródano-Alpes.

## Demografía
| 605 | 570 | 571 | 517 | 532 | 514 | 550 | 709 | 749 |
| Para los censos de 1962 a 1999 la población legal corresponde a la población sin duplicidades (Fuente: INSEE [Consultar]) |     |     |     |     |     |     |     |     |